# Kostelní Hlavno
Obec Kostelní Hlavno (něm.: Kirchenhlawno; (staré) Glauen) se nachází v okrese Praha-východ ve Středočeském kraji. Rozkládá se devět kilometrů severně od města Brandýs nad Labem-Stará Boleslav. Žije zde 518 obyvatel.

## Historie
První písemná zmínka o obci pochází z roku 1052.

## Obecní správa
Od 1. ledna 1980 do 30. června 1990 k obci patřilo Sudovo Hlavno.

### Územněsprávní začlenění
Dějiny územněsprávního začleňování zahrnují období od roku 1850 do současnosti. V chronologickém přehledu je uvedena územně administrativní příslušnost obce v roce, kdy ke změně došlo:
- 1850 země česká, kraj Praha, politický okres Karlín, soudní okres Brandýs nad Labem[6]
- 1855 země česká, kraj Praha, soudní okres Brandýs nad Labem[6]
- 1868 země česká, politický okres Karlín, soudní okres Brandýs nad Labem[6]
- 1908 země česká, politický i soudní okres Brandýs nad Labem[7]
- 1939 země česká, Oberlandrat Mělník, politický i soudní okres Brandýs nad Labem[8]
- 1942 země česká, Oberlandrat Praha, politický i soudní okres Brandýs nad Labem[9]
- 1945 země česká, správní i soudní okres Brandýs nad Labem[10]
- 1949 Pražský kraj, okres Brandýs nad Labem[11]
- 1960 Středočeský kraj, okres Mladá Boleslav[12]
- 2007 Středočeský kraj, okres Praha-východ[13]

## Společnost
V obci Kostelní Hlavno (683 obyvatel, poštovní úřad, telegrafní úřad, telefonní úřad, katol. kostel) byly v roce 1932 evidovány tyto živnosti a obchody: biograf Sokol, holič, hospodářské strojní družstvo, 3 hostince, kolář, 2 kováři, 3 krejčí, obchod s obuví Baťa, pekárna, 10 rolníků, 2 řezníci, sedlář, 4 obchody se smíšeným zbožím, spořitelní a záložní spolek, obchod se střižním zbožím, trafika, truhlář, 4 obchody se zemskými plodinami.

## Pamětihodnosti

### Kostel svatého Petra v okovech
Chrám v obci na návsi, zasvěcený sv. Petru v okovech, se poprvé připomíná v roce 1339. Byla to stavba gotická, přifařena k ní byla všechna tři Hlavna (tj. také Sudovo Hlavno a Hlavenec). Po roku 1800 byl starobylý chrám zbořen, protože hrozil sesutím a vystaven chrám nynější, který byl 8. listopadu 1807 vysvěcen.
Zasvěcení hlavenského kostela svatému Petru v okovech je v Česku neobvyklé. Vychází z legendy o sv. Petrovi. Sv. Petr, původním jménem Šimon, rybář z Betsaidy, se stal následovníkem Ježíše a jedním z dvanácti apoštolů. Ježíš ho nazval Petrem a přirovnal ke „skále“, na které bude stát vybudovaná církev („Petr“ znamená „skála“). V době, kdy král Herodes pronásledoval apoštoly a dal popravit sv. Jakuba Většího, byl zatčen a uvězněn i Petr. Když ve vězení spal mezi dvěma vojáky, zjevil se mu anděl a vyvedl ho nikým nepozorován z vězení a ven z města. Umění toto téma vyobrazuje obvykle tak, že Petr je v cele spoután řetězy a dotekem ho probudí anděl, zjevující se v zářivém světle. Vojáci v brnění spí. Tato událost vykládána jako symbol osvobozené církve. Petrovy okovy jsou dle tradice dnes uloženy v bazilice San Pietro in Vinculis v Římě (podle níž byly zasvěceny další kostely – viz Kostel svatého Petra v okovech).

## Doprava
Dopravní síť
- Pozemní komunikace – Obcí prochází silnice III. třídy. Ve vzdálenosti 5 km vede silnice II/331 Nymburk - Lysá nad Labem - Stará Boleslav - Záboří - (Mělník).

- Železnice – Železniční trať ani stanice na území obce nejsou. Nejblíže je železniční stanice Stará Boleslav ve vzdálenosti 4 km ležící na trati 072 v úseku mezi Lysou nad Labem a Mělníkem.

Veřejná doprava 2011
- Autobusová doprava – V obci měly zastávku příměstské autobusové linky jedoucí do těchto cílů: Benátky nad Jizerou, Kropáčova Vrutice, Praha, Sudovo Hlavno (dopravce TRANSCENTRUM bus, s. r. o.), Brandýs nad Labem-Stará Boleslav, Mečeříř (dopravce ČSAD Střední Čechy, a. s.).